# XPCOM
XPCOM (ang. Cross Platform Component Object Model) – wieloplatformowy model komponentów stosowany w oprogramowaniu Mozilli. Jest podobny do CORBA lub COM firmy Microsoft. Ma wiele powiązanych języków i opisy IDL, tak więc programy mogą połączyć swoje funkcje do architektury i połączyć je z innymi komponentami.